# Estación Calfucurá
Calfucurá es una estación ferroviaria ubicada en el pequeño paraje del mismo nombre, en el partido de Mar Chiquita, Provincia de Buenos Aires, Argentina.

## Servicios
La estación era intermedia del servicio que se prestaba entre General Guido y Vivoratá. No presenta servicios de pasajeros ni cargas y su ramal se encuentra en completo estado de abandono. 

## Historia
Fue inaugurada en 1912 por el Ferrocarril del Sud.